# Batman et Robin ont un accrochage
Batman et Robin ont un accrochage (titre original : Batman and Robin Have an Altercation) est une nouvelle de Stephen King parue tout d'abord en 2012 dans le numéro de septembre du magazine Harper's, puis dans le recueil Le Bazar des mauvais rêves en 2015.

## Résumé
Une fois par semaine depuis trois ans, Sanderson emmène son père atteint de la maladie d'Alzheimer dîner dans un Applebee's où ils ont toujours la même conversation. Cette sortie sera différente.

## Genèse
La nouvelle est parue tout d'abord en septembre 2012 dans le magazine Harper's et a été incluse par la suite dans le recueil Le Bazar des mauvais rêves en 2015.

## Distinction
La nouvelle a remporté le National Magazine Award de la meilleure fiction 2013.